# Molí del Junqué
El Molí del Junqué és una obra de Pontils (Conca de Barberà) inclosa a l'Inventari del Patrimoni Arquitectònic de Catalunya.

## Descripció
Molí en estat ruïnós cobert de vegetació, situat més avall de Pontils i en vistes de la Torre del Castell de Santa Perpètua. Rebia l'aigua d'una resclosa que es troba a un quilòmetre d'un riu amunt, a l'indret conegut com «La Garganta».
El molí era de construcció rústica. Es conserven les parets que delimiten la construcció. Per la façana conservada, es pot intuir que el molí tenia dues plantes més la soterrada. L'entrada es fa a partir d'un arc escarser fet de maons.
El material emprat és la pedra local, i està feta gairebé sense argamassa. El parament és de carreus irregulars, però a les cantonades de la construcció les pedres estan millor escairades.
Destaca el cacau de la bassa, encara conservat, i fet amb carreus ben escairats. Per les seves restes s'aprecia que és d'època bastant moderna.